# Provincie Monza a Brianza
Monza e Brianza (italsky: Provincia di Monza e della Brianza) je provincie v oblasti Lombardie ustanovená 12. května 2004. Sousedí na severu s provinciemi Como a Lecco, na západě s provincií Varese, na východě s provinciemi Bergamo a na jihu s provincií Milano.

## Města a obce
Provincie má 55 obcí, počtem 2169 obyvatel na km² patří k nejhustěji osídleným regionům Itálie. Jde rovněž o jednu z nejprůmyslovějších oblastí. Největší města podle počtu obyvatel (k 31.5.2005) jsou:
| Město              | Obyvatelé |
| ------------------ | --------- |
| Monza              | 122.208   |
| Seregno            | 40.220    |
| Lissone            | 37.587    |
| Desio              | 37.456    |
| Cesano Maderno     | 34.660    |
| Brugherio          | 32.866    |
| Limbiate           | 32.480    |
| Vimercate          | 25.818    |
| Giussano           | 22.778    |
| Nova Milanese      | 22.641    |
| Muggiò             | 22.296    |
| Meda               | 22.056    |
| Seveso             | 19.872    |
| Carate Brianza     | 17.299    |
| Arcore             | 16.883    |
| Lentate sul Seveso | 15.572    |
| Bovisio Masciago   | 14.913    |
| Besana in Brianza  | 14.647    |
| Concorezzo         | 14.560    |
| Agrate Brianza     | 13.917    |
| Villasanta         | 13.221    |
| Varedo             | 12.642    |
| Biassono           | 11.315    |

## Mapy

Mapa provincie, žlutě značeno historické území Monzy
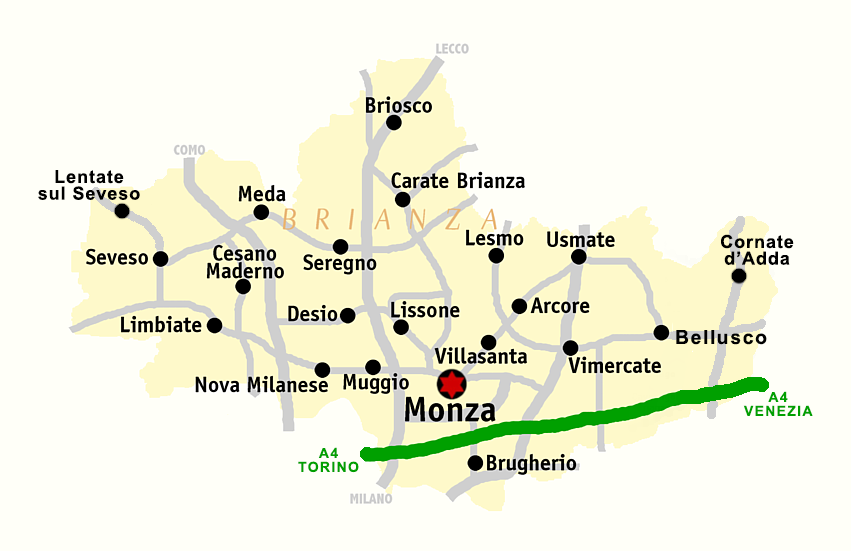
Silniční mapa